# CSBC 2200
Die Baureihe CSBC 2200 ist eine Serie von Containerschiffen, die auf den Werften der China Shipbuilding Corporation in Kaohsiung und Keelung gebaut wurde.

## Geschichte
Die Schiffe der Serie wurden von 1997 bis 2003 für verschiedene Auftraggeber gebaut. Neben der Hamburger Rickmers Reederei, die eine größere Zahl der Schiffe abnahm, gingen mehrere Einheiten an deutsche Einschiffsgesellschaften. Fünf für Einschiffsgesellschaften gebaute Schiffe wurden vom Fondshaus Hamburg finanziert und von der Ahrenkiel-Gruppe bereedert. Für alle fünf Schiffe der Einschiffsgesellschaften wurde 2013 Insolvenz angemeldet. Die Schiffe wurden zunächst aufgelegt und später zusammen an die Rickmers Reederei verkauft. Ein Schiff der Serie, die für die Rickmers Reederei gebaute Clasen Rickmers, wurde 2012 an Victoria Oceanway verkauft.
Weitere Bauaufträge kamen von den französischen Reedereien Compagnie Générale Maritime, beziehungsweise deren Nachfolger CMA CGM und Delmas.

## Technik
Der Antrieb der Schiffe erfolgt durch einen Zweitakt-Dieselmotor des Herstellers MAN, der von Hyundai Heavy Industries in Lizenz gebaut wurde. Die meisten Einheiten der Serie sind mit einem Siebenzylindermotor des Typs 7S70MC mit 20.874 kW Leistung ausgestattet. Bei einigen Einheiten wurde ein Achtzylindermotor des Typs 8S70MC mit 22470 kW Leistung verbaut. Die Motoren wirken auf einen Festpropeller. Die Schiffe erreichen damit eine Geschwindigkeit von rund 18 bis 20 kn.
Für die Stromversorgung stehen vier Generatorsätze mit jeweils 1837,5 kVA Scheinleistung zur Verfügung. Weiterhin wurde ein Notgenerator mit 150 kVA Scheinleistung verbaut.
Die Containerkapazität der Schiffe beträgt rund 2225 TEU, von denen etwa 60 % im Raum und 40 % an Deck gestaut werden können. Bei homogener Beladung mit 14 Tonnen schweren Containern können rund 1740 Container geladen werden. Für Kühlcontainer stehen 300 Anschlüsse zur Verfügung.
Das Deckshaus ist im hinteren Drittel der Schiffe angeordnet. Hinter dem Deckshaus befinden sich zwei 40-Fuß-Bays, die bis in die sechste Lage an Deck mit Zellgerüsten ausgestattet sind. Die Schiffe der Serie sind mit drei Kranen mit einer Hebekapazität von jeweils 45 Tonnen ausgerüstet, von denen sich jeweils zwei vor dem Deckshaus zwischen den Bays 6 und 8 sowie 14 und 16 und einer direkt hinter dem Deckshaus befinden.

## Besonderes
Am 28. Dezember 2014 beteiligte sich die Spirit of Piraeus bei widrigen Wetterbedingungen an einer Rettungsaktion in der Adria und nahm Passagiere der brennenden Norman Atlantic auf, die mit rund 500 Personen besetzt war. Der Kapitän des Schiffes erklärte, man sei stolz darauf, dass man hatte helfen können. Das Containerschiff brachte schließlich am 29. Dezember 2014 49 Menschen nach Bari/Italien.

## Die Schiffe (Auswahl)
| CSBC 2200-Typ      | CSBC 2200-Typ | CSBC 2200-Typ | CSBC 2200-Typ                                        | CSBC 2200-Typ                                                         | CSBC 2200-Typ |
| Bauname            | Baunummer     | IMO-Nummer    | Kiellegung Stapellauf Fertigstellung                 | Auftraggeber                                                          | Umbenennungen und Verbleib |
| ------------------ | ------------- | ------------- | ---------------------------------------------------- | --------------------------------------------------------------------- | --- |
| Alexandra Rickmers | 659           | 9152739       | 21. Mai 1997 12. September 1997 30. Dezember 1997    | Rickmers Reederei                                                     | Contship London (1997) → CP London (2005) → Alexandra Rickmers (2006) → Alexandra Rickmers I (2017), 2017 Abbruch in Gadani |
| Albert Rickmers    | 660           | 9152741       | 15. Juli 1997 7. November 1997 24. Februar 1998      | Rickmers Reederei                                                     | Contship Washington (1998) → Direct Tui (2002) → CP Tui (2005) → Albert Rickmers → Kota Manis → Albert Rickmers, 2016 in Alang verschrottet |
| Aenne Rickmers     | 661           | 9152753       | 15. Juli 1997 7. November 1997 13. März 1998         | Rickmers Reederei                                                     | Contship Rome (1998) → CP Rome (2005) → Aenne Rickmers (2006) → Aenne (2016), 2016 in Alang verschrottet |
| Alice Rickmers     | 662           | 9152765       | 17. September 1997 26. Dezember 1997 27. März 1998   | Rickmers Reederei                                                     | CGM Cezanne → CMA CGM Cezanne (2000) → Direct Kea (2001) → Alice Rickmers → Kota Maju → Alice Rickmers, 2015 in Alang verschrottet |
| Andreas Rickmers   | 663           | 9152777       | 17. September 1997 26. Dezember 1997 10. April 1998  | Rickmers Reederei                                                     | CGM Renoir → Andreas, 2016 in Alang verschrottet |
| Andre Rickmers     | 664           | 9152789       | 11. November 1997 21. Februar 1998 Mai 1998          | Rickmers Reederei                                                     | CGM Matisse → Mafret Provence → Andre Rickmers, 2015 in Alang verschrottet |
| Patricia Rickmers  | 665           | 9160396       | 11. November 1997 21. Februar 1998 25. Juni 1998     | Rickmers Reederei                                                     | Contship Auckland → Patricia Rickmers → CMA CGM Buenos Aires → Patricia Rickmers, 2016 in Alang verschrottet |
| Clasen Rickmers    | 666           | 9160401       | 30. Dezember 1997 14. April 1998 1. August 1998      | Rickmers Reederei                                                     | CSAV Atlanta → Delmas Brazzaville (2006) → Clasen Rickmers (2012) → Lady of Luck (2012) |
| Willi Rickmers     | 667           | 9160413       | 30. Dezember 1997 15. April 1998 7. August 1998      | Rickmers Reederei                                                     | CSAV Boston (1998) → Crowley Lion (2000) → Sea Puma (2001) → Willi Rickmers (2006) → Willi (2013) → Will (2017), 2017 Abbruch in Alang |
| Aconcagua          | 668           | 9160425       | 25. Februar 1998 19. Juni 1998 September 1998        | E.R. Schiffahrt                                                       | CSAV Shanghai → Las Americas Bridge → CSAV Shanghai → E.R. Hamburg → Safmarine Niger → E.R. Hamburg → Sun I (2017), 2017 Abbruch in Gadani |
| E.R. Santiago      | 669           | 9160437       | - 28. September 1998                                 | E.R. Schiffahrt                                                       | Copiapo (1998) → CSAV Ningbo (2004) → E.R. Santiago (2007) → Safmarine Nyanga (2009) → E.R. Santiago (2011), 2016 in Alang verschrottet |
| Columbus Australia | 733           | 9178276       | 18. August 1998 3. April 1999 29. November 1999      |                                                                       | Anglia → Amico Rickmers → Spirit of Mumbai → Newnew Moon |
| Awuitania          | 734           | 9178288       | 11. November 1998 23. Dezember 1998 26. April 2000   |                                                                       | Alina Rickmers → Spirit of Colombo → Spirit, 2019 Abbruch in Chittagong |
| Asturia            | 735           | 9178290       | 23. Dezember 1998 25. Oktober 1999 25. Februar 2000  |                                                                       | CSAV Rio Rapel → AS Asturia → Alva Rickmers → Spirit of Cape Town → TB Fengze |
| Alicantia          | 736           | 9204972       | 2. August 1999 2. März 2000 12. Juli 2000            | Jaguar Marine / Enterprise Shipping & Trading, Nassau (Restis Gruppe) | Safmarine Illovo → AS Alicantia → Angie Rickmers → Spirit of Manila → Manila 1 (2019), 2019 Abbruch in Chittagong |
| CGM Matisse        | 738           | 9192428       | - 10. November 1999                                  | CGM                                                                   | beim Bau umbenannt in CMA CGM Matisse → GSL Matisee (2019), 2020 Abbruch in Alang |
| CMA CGM Utrillo    | 739           | 9192430       | - 21. Dezember 1999                                  | CGM                                                                   | Utrillo (2020), 2020 Abbruch in Alang |
| Andalusia          | 760           | 9204984       | 30. November 1999 11. Juni 2000 7. März 2001         |                                                                       | Puma Max bis Mai 2002 → Centurion bis September 2003 → Andalusia bis Juni 2004 → Safmarine Mono bis August 2008 → AS Andalusia bis November 2008 → Marfret Provence bis April 2010 → AS Andalusia bis Juli 2013 → Akki Rickmers bis Januar 2014 → Spirit of Piraeus → Oriental Diamond (2016) |
| CMA CGM La Tour    | 762           | 9224946       | - 21. Juni 2001                                      | CMA CGM                                                               | GSL La Tour (2019) → La Tour (2020) → MSC Ida II (2021) |
| CMA CGM Manet      | 763           | 9224958       | - 3. Oktober 2001                                    | CMA CGM                                                               | GSL Manet (2019) → Manet (2020) |
| Marie Delmas       | 773           | 9220847       | - 2002                                               | Delmas                                                                | Akiteta (2022) |
| Catherine Delmas   | 774           | 9220859       | - 2002                                               | Delmas                                                                | WAL Ubangi (2003) → Kumasi (2004) |
| Nicolas Delmas     | 775           | 9220861       | 25. April 2001 12. Oktober 2001 5. Juni 2002         | Delmas                                                                | so in Fahrt |
| Julie Delmas       | 776           | 9225770       | 29. Januar 2001 28. September 2001 12. November 2002 | Delmas                                                                | GSL Julie (2018) → Julie (2020), so in Fahrt |
| Louis Delmas       | 777           | 9225782       | - 20. März 2003                                      | Delmas                                                                | MOL Rainbow (2003) → Delmas Keta (2008) → GSL Keta (2018) → Keta (2020), so in Fahrt |
| Irma Delmas        | 778           | 9225794       | 19. September 2001 - 28. August 2003                 | Delmas                                                                | Kaedi(2003) → CMA CGM Esmeraldas (2006) → SAG Westfalen (2011) → AS Amalia (2015) → Med Samsun (2017), so in Fahrt |